# Liga Nacional de Nueva Zelanda 1992
La Liga Nacional de Nueva Zelanda 1992 fue la vigesimatercera edición de la antigua primera división del país y última edición del primer sistema que tuvo la categoría. Desapareció ese año por los altos costos que representaba para los equipos participantes y fue remplazada por un sistema de conferencias regionales con playoffs, por lo tanto, no hubo descensos. El torneo lo ganó el Waitakere City FC, siendo su segundo título en el campeonato.

## Ascensos y descensos
| Pos | de la Liga Nacional |
| --- | ------------------- |
| 14º | Gisborne City       |

| Pos | de la Northern League |
| --- | --------------------- |
| 1º  | Papatoetoe            |

## Equipos participantes
| Equipo                      | Ciudad         | Liga            |
| --------------------------- | -------------- | --------------- |
| University-Mount Wellington | Auckland       | Northern League |
| Manurewa AFC                | Auckland       | Northern League |
| North Shore United          | Auckland       | Northern League |
| Papatoetoe                  | Auckland       | Northern League |
| Mount Maunganui             | Tauranga       | Northern League |
| Waikato United              | Hamilton       | Northern League |
| Miramar Rangers             | Wellington     | Central League  |
| Waitakere City FC           | Waitakere      | Northern League |
| Napier City Rovers          | Napier         | Central League  |
| Nelson United               | Nelson         | Central League  |
| New Plymouth Old Boys       | Nueva Plymouth | Central League  |
| Wellington United           | Wellington     | Central League  |
| Hutt Valley United          | Upper Hutt     | Central League  |
| Christchurch United         | Christchurch   | Southern League |

## Clasificación
| Pos | Equipo                      | PJ | G  | E  | P  | GF | GC | Dif | Pts |
| --- | --------------------------- | -- | -- | -- | -- | -- | -- | --- | --- |
| 1   | Waitakere City FC           | 26 | 19 | 4  | 3  | 64 | 23 | 41  | 61  |
| 2   | Waikato United              | 26 | 18 | 3  | 5  | 67 | 20 | 47  | 53  |
| 3   | Napier City Rovers          | 26 | 14 | 9  | 3  | 59 | 28 | 31  | 51  |
| 4   | Miramar Rangers             | 26 | 16 | 3  | 7  | 47 | 23 | 24  | 51  |
| 5   | North Shore United          | 26 | 14 | 3  | 9  | 49 | 35 | 14  | 45  |
| 6   | University-Mount Wellington | 26 | 12 | 7  | 7  | 51 | 31 | 20  | 43  |
| 7   | Papatoetoe                  | 26 | 11 | 8  | 7  | 34 | 24 | 10  | 41  |
| 8   | Christchurch United         | 26 | 11 | 4  | 11 | 48 | 42 | 6   | 37  |
| 9   | Wellington United           | 26 | 10 | 3  | 13 | 33 | 46 | -13 | 33  |
| 10  | Nelson United               | 26 | 9  | 5  | 12 | 29 | 41 | -12 | 32  |
| 11  | Hutt Valley United          | 26 | 5  | 10 | 11 | 33 | 49 | -16 | 25  |
| 12  | Manurewa                    | 26 | 3  | 6  | 17 | 20 | 60 | -40 | 15  |
| 13  | Mount Maunganui             | 26 | 2  | 5  | 19 | 26 | 72 | -46 | 11  |
| 14  | New Plymouth Old Boys       | 26 | 1  | 4  | 21 | 21 | 86 | -65 | 7   |

J: partidos jugados; G: partidos ganados; E: partidos empatados; P: partidos perdidos; GF: goles a favor;
 GC: goles en contra; DG: diferencia de goles; Pts: puntos
| Bandera de Nueva Zelanda            |
| Campeón Waitakere City FC 2º título |